# Politique au Timor oriental
Le Timor oriental est une république parlementaire multipartite, où le président de la République est chef de l'État et le Premier ministre est chef du gouvernement. Le pouvoir exécutif est détenu par le gouvernement tandis que le pouvoir législatif est partagé entre le gouvernement et le Parlement national. Le pouvoir judiciaire est indépendant des deux premiers.
La Constitution du Timor oriental a été écrite sur le modèle du Portugal. En raison de son indépendance relativement récente, le pays est toujours en train de construire son administration et ses institutions gouvernementales.

## Pouvoir exécutif
| Fonction                   | Nom              | Parti | Depuis           |
| -------------------------- | ---------------- | ----- | ---------------- |
| Président de la République | José Ramos-Horta | CNRT  | 20 mai 2022      |
| Premier ministre           | Xanana Gusmão    | CNRT  | 1er juillet 2023 |

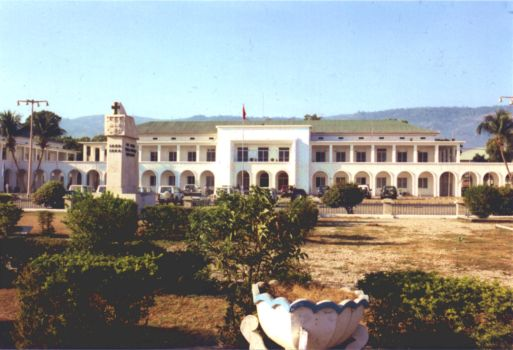
Le palais du Gouverneur, siège du Premier ministre.

Le président de la République est élu au suffrage populaire pour cinq ans. Son rôle est largement symbolique, bien qu'il lui soit possible de mettre un veto à certaines lois. Il nomme le Premier ministre, généralement le chef du parti ou de la coalition majoritaire. En cas de blocage institutionnel, il peut procéder à la dissolution du Parlement.

## Pouvoir législatif

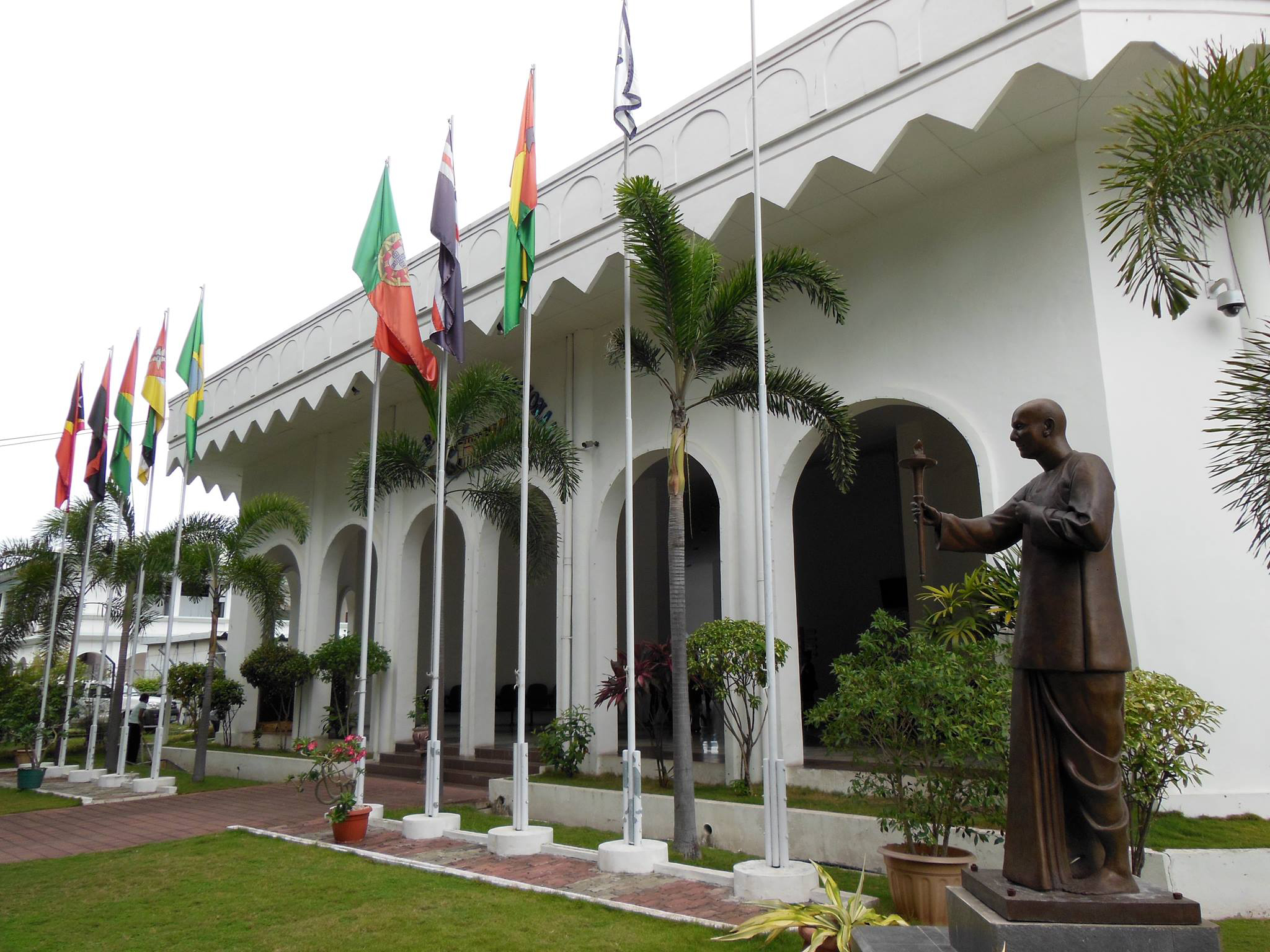
Le Parlement du Timor oriental.

Jusqu'en 2001, le Parlement monocaméral compte 88 membres élus pour cinq ans, dont 13 sont élus dans des circonscriptions à siège unique et 75 selon la représentation proportionnelle.
Depuis, le Parlement national est composé de 65 députés élus pour cinq ans au scrutin proportionnel de liste dans une seule circonscription nationale. Les sièges sont répartis selon la méthode D'Hondt, à la plus forte moyenne. Un seuil électoral de 3 % des suffrages est requis.
Le vote n'est pas obligatoire, mais l'inscription sur les listes électorales l'est.

## Partis politiques et élections

### Élection présidentielle de 2007
José Ramos-Horta, ancien Premier ministre, a remporté l'élection présidentielle au deuxième tour avec 69 % des voix face à Francisco Guterres. Il a bénéficié pendant la campagne du soutien du président sortant, José Alexandre Gusmão, qui avait choisi de ne pas se représenter alors même que la Constitution l'y autorisait.